# Nomada fenestrata
Nomada fenestrata är en biart som beskrevs av Amédée Louis Michel Lepeletier 1841. Nomada fenestrata ingår i släktet gökbin, och familjen långtungebin. Inga underarter finns listade i Catalogue of Life.

## Bildgalleri

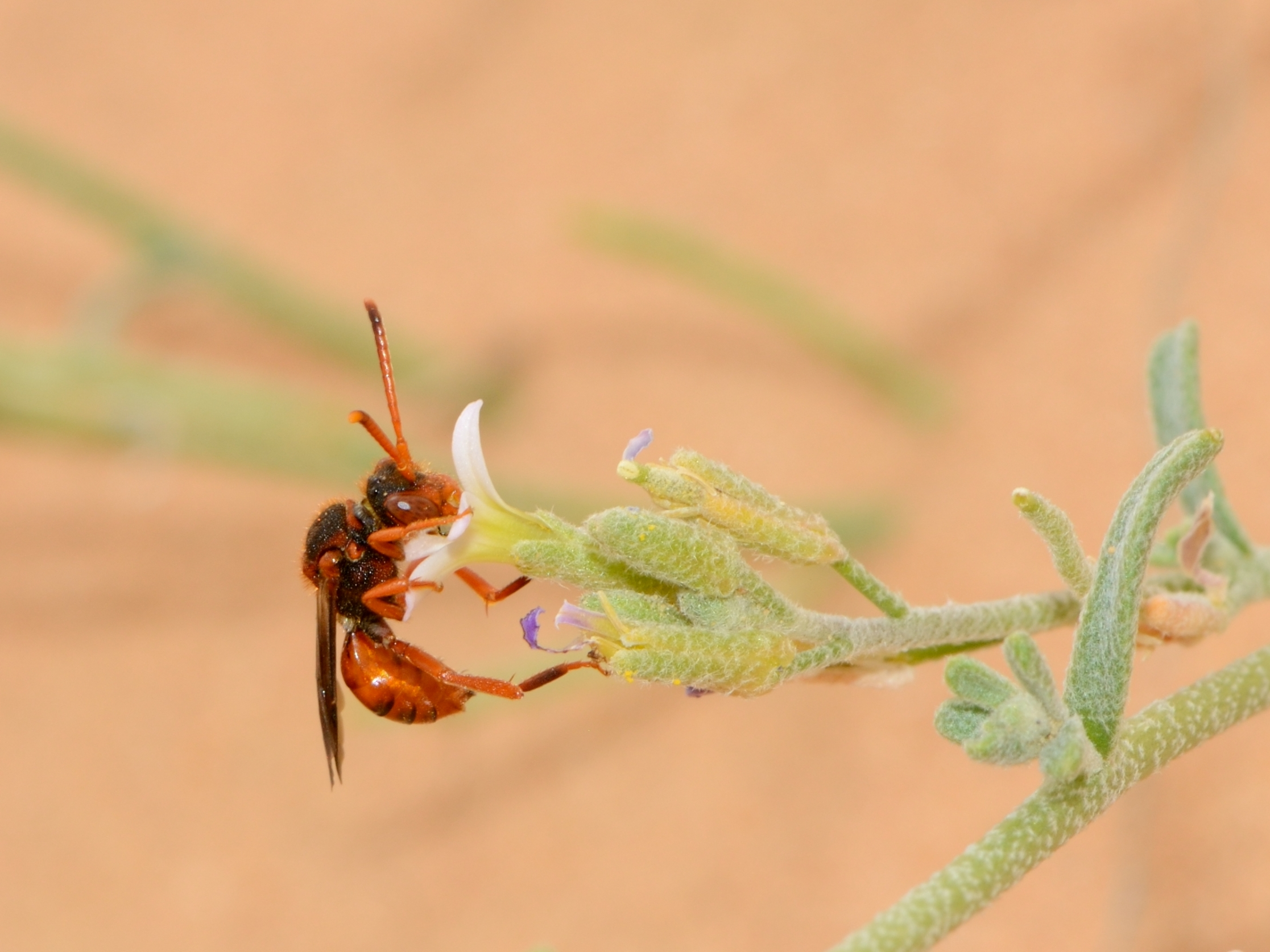